# Dietmar Otto (Fußballspieler)
Dietmar Otto (* 4. Dezember 1955 in Waltrop) ist ein ehemaliger deutscher Fußballspieler.

## Leben
Otto spielte in seiner Jugend für den VfB Waltrop, ehe er 1976 für zwei Jahre zum damaligen Zweitligisten Borussia Dortmund wechselte, wo er aber ohne Punktspieleinsatz blieb und lediglich einmal im DFB-Pokal aufgeboten wurde. Danach kehrte er zum VfB Waltrop zurück, ehe er dann 1982 in die 2. Bundesliga zu Rot-Weiss Essen wechselte. Hier gab er am 7. August 1982 sein Profidebüt, als er im Auswärtsspiel gegen den FC Augsburg (0:0) nach 60 Minuten für Herbert Demange eingewechselt wurde. Nach einer Saison mit neun Ligaeinsätzen, davon keiner über die komplette Spieldauer, kehrte er erneut zum VfB Waltrop zurück.
Nach seiner aktiven Laufbahn trainierte er unter anderem Eintracht Herten und danach zweimal den aus der Fusion mit Sportfreunde Herten hervorgegangenen SC Herten. Am 5. April 2009 trat Otto nach einer 1:3-Niederlage seiner Mannschaft mit sofortiger Wirkung von seiner Trainertätigkeit beim SC Herten zurück. Vorausgegangen war die Entscheidung des Vorstandes in der Vorwoche, den Trainer nicht über die laufende Saison hinaus an den Verein zu binden.